# Corsia brassii
Corsia brassii är en enhjärtbladig växtart som beskrevs av Pieter van Royen. Arten ingår i släktet Corsia och familjen Corsiaceae.
Artens är endemisk för Papua Nya Guinea. Inga underarter finns listade.